# Michał Boni

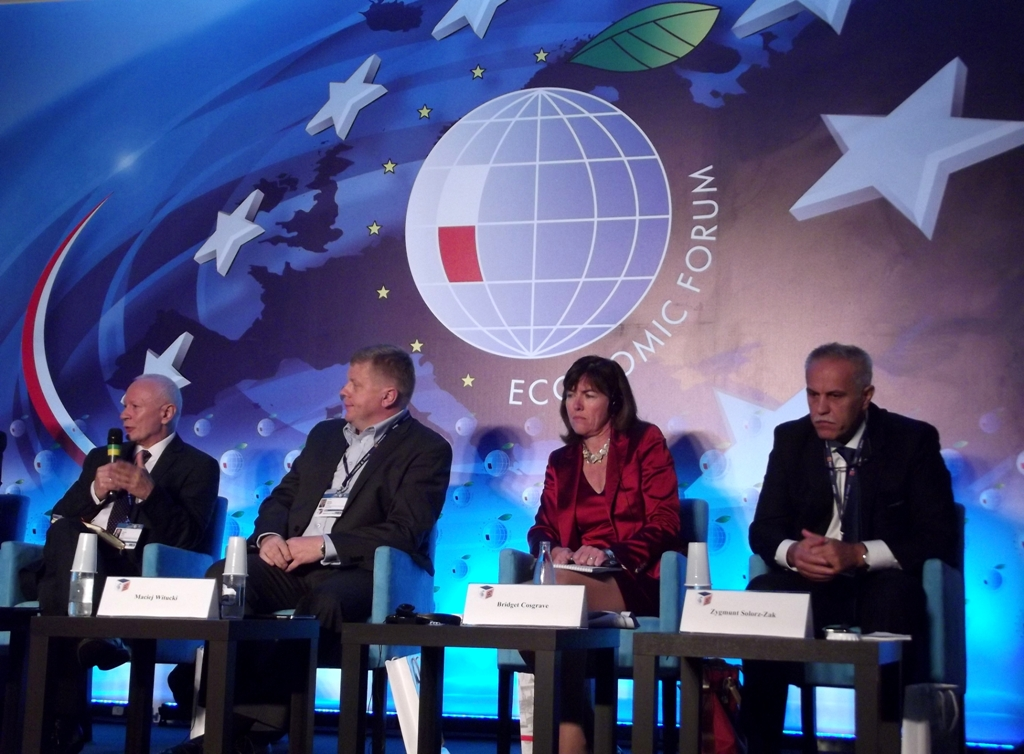
Michał Boni (pierwszy od lewej) podczas Forum Ekonomicznego w Krynicy (2013)

Michał Jan Boni (ur. 10 czerwca 1954 w Poznaniu) – polski polityk i kulturoznawca.
Poseł na Sejm I kadencji (1991–1993), deputowany do Parlamentu Europejskiego VIII kadencji (2014–2019). W 1990 i w latach 1992–1993 podsekretarz stanu w Ministerstwie Pracy i Polityki Socjalnej, w 1991 minister pracy i polityki socjalnej, w latach 2008–2009 sekretarz stanu w Kancelarii Prezesa Rady Ministrów, w latach 2009–2011 minister-członek Rady Ministrów i przewodniczący Komitetu Stałego Rady Ministrów, w latach 2011–2013 minister administracji i cyfryzacji.

## Życiorys

### Wykształcenie
W 1973 zdał maturę w Liceum Ogólnokształcącym im. Bolesława Prusa w Warszawie, uczęszczał do jednej klasy razem z Piotrem Glińskim. W 1977 ukończył studia na Wydziale Polonistyki Uniwersytetu Warszawskiego w zakresie kulturoznawstwa. W 1986 obronił pracę doktorską Stereotyp robotnika w kulturze polskiej na przełomie lat 40/50-tych, napisaną pod kierunkiem Stanisława Siekierskiego.

### Działalność w okresie PRL
Do 1990 był pracownikiem naukowym na macierzystym wydziale. W 1980 zapisał się do „Solidarności”. Po wprowadzeniu stanu wojennego kontynuował działalność w jej podziemnych strukturach.
W stanie wojennym wszedł w skład władz Międzyzakładowego Komitetu Koordynacyjnego Wola, zrzeszającego około stu związkowych komisji, jednej z największych i najdłużej działających podziemnych struktur „Solidarności”. Od marca 1983 do września 1989 pełnił funkcję redaktora naczelnego tygodnika „Wola”. W gronie jego współpracowników byli m.in. Andrzej Urbański i Maciej Zalewski – późniejsi posłowie na Sejm I kadencji. W drugiej połowie lat 80. włączył się również w działalność Duszpasterstwa Ludzi Pracy Wola i redagowanie podziemnego czasopisma „Praca”. W 1989 został członkiem Tymczasowego Zarządu Regionu Mazowsze NSZZ „S”, a następnie wszedł w skład Tymczasowej Komisji Koordynacyjnej. W 1990 stanął na czele Regionu Mazowsze NSZZ „Solidarność”.

### Współpraca z SB
W 1992 znalazł się jako tajny współpracownik Służby Bezpieczeństwa na liście Macierewicza. Zaprzeczył jakiejkolwiek współpracy, a w jego obronie wystąpili Zbigniew Bujak, Zbigniew Janas i Henryk Wujec. W 2007 wydał publiczne oświadczenie, podając, iż w 1985 funkcjonariusze SB za pomocą szantażu wymogli na nim podpisanie deklaracji współpracy. Oświadczył, że do podpisania tej deklaracji doszło po wielogodzinnej rewizji w jego domu po groźbach ujawnienia jego zdrady małżeńskiej i zamknięcia trzyletniego dziecka w milicyjnej izbie dziecka. 3 stycznia 2008 w złożonym oświadczeniu lustracyjnym podał, że był współpracownikiem organów bezpieczeństwa państwa w rozumieniu ustawy. Z dokumentów w IPN wynika, że w 1988 został zarejestrowany jako kandydat na tajnego współpracownika, a następnie przerejestrowany na tajnego współpracownika.

### Działalność w okresie III RP

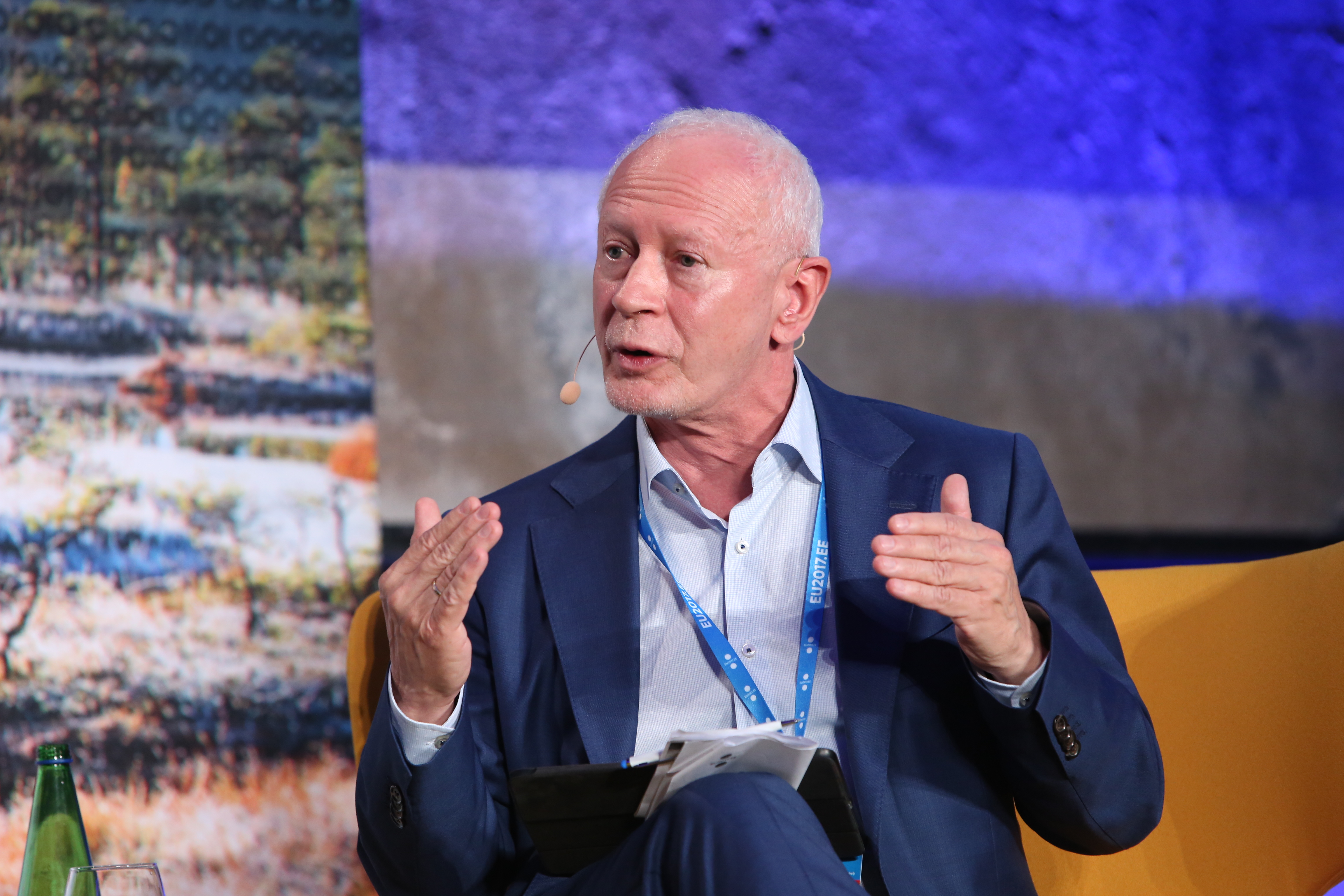
Michał Boni podczas konferencji na temat swobodnego przepływu danych (2017)

W 1990 sprawował urząd podsekretarza stanu w Ministerstwie Pracy i Polityki Socjalnej w rządzie Tadeusza Mazowieckiego. W 1991 pełnił funkcję ministra pracy i polityki socjalnej w rządzie Jana Krzysztofa Bieleckiego. W wyborach parlamentarnych w 1991 uzyskał mandat posła na Sejm I kadencji z listy Kongresu Liberalno-Demokratycznego. W Sejmie I kadencji pracował w Komisji Kultury i Środków Przekazu oraz Komisji Polityki Społecznej. W rządzie Hanny Suchockiej ponownie zajmował stanowisko wiceministra pracy i polityki socjalnej (od 1992 do 1993).
Po odejściu z Sejmu w 1993 Michał Boni jako ekspert współpracował z fundacjami polskimi i międzynarodowymi, m.in. z Centrum Analiz Społeczno-Ekonomicznych (CASE), Centrum Stosunków Międzynarodowych, Polsko-Amerykańską Fundacją Wolności, Instytutem Nauki o Człowieku w Wiedniu. Był przedstawicielem pracodawców polskich w Fundacji na rzecz Poprawy Jakości Życia w Dublinie, doradcą Konfederacji Lewiatan, członkiem Komitetu Naukowego Wsparcia Wspólnoty ds. Oceny NPR i Programów Operacyjnych oraz ekspertem współpracującym przy powstawaniu Narodowego Planu Rozwoju na lata 2007–2013. Od 1994 do czasu objęcia funkcji w rządzie Donalda Tuska był doradcą w funduszu Enterprise Investors, zajmującym się inwestycjami typu private equity w Polsce i regionie Europy Środkowej.
Od 1994 należał do Unii Wolności, kierował strukturami tej partii w województwie mazowieckim. W latach 1997–2001 był szefem gabinetu politycznego ministra pracy i polityki socjalnej Longina Komołowskiego w rządzie Jerzego Buzka. Zasiadał później w radzie programowej Forum Liberalnego. W 2007 współtworzył program wyborczy Platformy Obywatelskiej.
Od 9 stycznia 2008 do 15 stycznia 2009 był sekretarzem stanu w KPRM, 18 stycznia 2008 został szefem Zespołu Doradców Strategicznych premiera Donalda Tuska. 15 stycznia 2009 powołano go na urzędy ministra-członka Rady Ministrów i przewodniczącego Komitetu Stałego Rady Ministrów. 11 kwietnia 2010 został członkiem Międzyresortowego Zespołu do spraw koordynacji działań podejmowanych w związku z tragicznym wypadkiem lotniczym pod Smoleńskiem, powołanego przez premiera Donalda Tuska po katastrofie polskiego Tu-154 w Smoleńsku.
18 listopada 2011 prezydent Bronisław Komorowski powołał go na urząd ministra administracji i cyfryzacji w drugim rządzie Donalda Tuska. W 2013 jako minister administracji i cyfryzacji został przewodniczącym powołanej wówczas Rady ds. Przeciwdziałania Dyskryminacji Rasowej, Ksenofobii i związanej z nimi Nietolerancji. Z rządu, na wniosek premiera Donalda Tuska, został odwołany 27 listopada 2013.
W wyborach do Parlamentu Europejskiego w 2014 Michał Boni zdobył mandat europosła VIII kadencji, kandydując z listy Platformy Obywatelskiej. Zasiadał w radzie Instytutu Obywatelskiego. W wyborach do Parlamentu Europejskiego w 2019 kandydował z listy komitetu wyborczego Koalicja Europejska w okręgu wyborczym nr 4, nie uzyskał mandatu poselskiego.
Członek władz SME Europe (organizacji gospodarczej małej i średniej przedsiębiorczości przy Europejskiej Partii Ludowej), a także współpracownik naukowy Wilfried Martens Centre for European Studies. Został również nauczycielem akademickim na Uniwersytecie SWPS, członkiem rady konsultacyjnej Ogólnopolskiego Strajku Kobiet oraz rady Fundacji Otwarty Dialog.
Publicysta, jego teksty ukazały się m.in. w „Rzeczpospolitej”.

## Publikacje
- Młodzi 2011 (współautor: Krystyna Szafraniec), Kancelaria Prezesa Rady Ministrów, Warszawa 2011, ISBN 978-83-933627-0-7.
- Konkurencyjna Polska: jak awansować w światowej lidze gospodarczej? Rekomendacje (współautorzy: Tomasz Geodecki, Jerzy Hausner, Aleksandra Majchrowska, Krzysztof Marczewski, Marcin Piątkowski, Małgorzata Starczewska-Krzysztoszek, Grzegorz Tchorek, Jacek Tomkiewicz, Marzenna Anna Weresa), Fundacja Gospodarki i Administracji Publicznej, Kraków 2014, ISBN 978-83-89410-52-8.
- Raport Polska 2030, Kancelaria Prezesa Rady Ministrów, Warszawa 2014.
- Młodzi 2018 (współautor: Krystyna Szafraniec), A propos i Parlament Europejski, Warszawa 2019, ISBN 978-83-942781-3-7.

## Odznaczenia i wyróżnienia
- Krzyż Komandorski Orderu Odrodzenia Polski (2014)[22]
- Order „Za zasługi” III stopnia (Ukraina, 2015)[23][24]
- Nagroda im. Władysława Grabskiego przyznana przez Konfederację Lewiatan[25]
- Nagroda Radia Tok FM[26]

## Życie prywatne
Syn Władysława i Anny. Był trzykrotnie żonaty. Pierwszą jego żoną była Anna Nasiłowska, pisarka i krytyk literacki, profesor nauk humanistycznych. W połowie lat 80. zawarł drugi związek z Barbarą Engelking, późniejszą dyrektor Centrum Badań nad Zagładą Żydów Instytutu Filozofii i Socjologii Polskiej Akademii Nauk. W 2012 zawarł trzeci związek małżeński z Hanną Jahns, urzędniczką Komisji Europejskiej.